# Panhandle de Floride

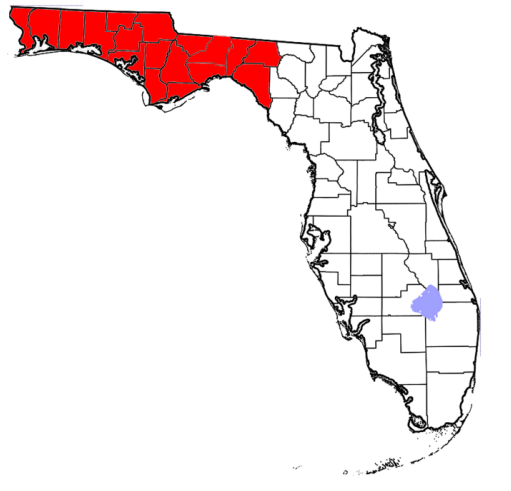
Carte des comtés de Floride, avec, en rouge, le corridor du nord-ouest.

La panhandle ou corridor de Floride (anglais : Florida Panhandle) est l'extension étroite au nord-ouest de cet État américain composée de ses 16 comtés les plus occidentaux. Cette bande de terre s'étire entre les États d'Alabama et de Géorgie au nord et le golfe du Mexique au sud, 220 kilomètres de long pour 80 à 160 kilomètres de large. Elle se termine à l'est avec la région de Big Bend.
Culturellement, historiquement et climatiquement, cette région est plus proche du Sud profond que de la péninsule de Floride. L'été, la chaleur y est moins accablante que dans le reste de la Floride. C'est dans cette région que se trouve le point culminant de l'État (105 m).
La Panhandle de Floride occupe 29 276 km2, soit 21 % de la Floride. Sa population au recensement de 2000 était de 1 222 492 habitants, soit 7,7 % de la population totale de l'État. La Panhandle de la Floride incluent toujours les dix comtés à l’ouest du fleuve Apalachicola, une frontière géographique naturelle qui était la ligne de démarcation historique entre les colonies britanniques de la Floride occidentale et de la Floride orientale.
Ses principales villes sont Tallahassee (capitale de la Floride), Pensacola et Panama City. Ses stations balnéaires, dont beaucoup accueillent les étudiants américains pendant leur semaine de relâche, sont quelquefois surnommées ironiquement la Redneck Riviera (« la Côte d'Azur des ploucs »).
À l'exception de Tallahassee, la région est politiquement conservatrice et vote majoritairement pour le Parti républicain.